# Green Bay Packers 1958
La stagione 1958 dei Green Bay Packers è stata la 38ª della franchigia nella National Football League. La squadra, allenata da Ray McLean, ebbe un record di 1-10-1, il peggiore della storia dei Packers, terminando sesta nella Western Conference.
McLean era il principale assistente nel 1957 e gli offerto un contratto di un anno dopo che Lisle Blackbourn fu licenziato nel gennaio 1958 con un anno rimanente sul suo contratto quinquennale. Dopo l'ultima partita della stagione 1958, McLean si dimise il 17 dicembre, spianando la strada per la storica assunzione Vince Lombardi nel gennaio 1959.
Pur con modestissimi risultati sul campo, la squadra del 1958 era piena di talento, con i futuri hall of famer Bart Starr, Paul Hornung, Jim Taylor, Ray Nitschke, Jim Ringo, Bobby Dillon, Forrest Gregg e Jerry Kramer, oltre che futuri All-Pro come Ron Kramer, Max McGee, Bill Forester e Dan Currie.

## Roster
| Roster dei Green Bay Packers nel 1958 |
| --- |
| Quarterback - Joe Francis - Babe Parilli - Bart Starr Running Back - Al Carmichael - Howie Ferguson - Paul Hornung - Joe Johnson - Billy Kinard - Don McIlhenny - Al Romine - Jim Shanley - Jim Taylor Wide Receiver - Billy Howton - Gary Knafelc - Max McGee - Steve Meilinger Tight End {{{te}}} Offensive Linemen - Hank Bullough - Forrest Gregg - Jerry Kramer - Norm Masters - Jim Ringo - Jim Salsbury - Ollie Spencer Defensive Linemen - Nate Borden - Len Ford - Bill Forester - Dave Hanner - J.D. Kimmel - Carlton Massey - Jim Temp Linebacker - Tom Bettis - Dan Currie - Marv Matuszak - Ray Nitschke Defensive Back - Bobby Dillon - Hank Gremminger - John Symank - Jesse Whittenton Special Team {{{st}}} |
| Legenda - I rookie sono in corsivo. - Il primo ruolo è il principale mentre gli eventuali successivi indicano i ruoli secondari. - (IR) sta per Injured Reserve ed indica la lista ristretta per un solo giocatore infortunato che può tornare ad allenarsi dopo la settimana 6 e a rientrare in prima squadra dopo che questa ha giocato 8 partite. - (NF-Inj.) / (NF-Ill.) stanno rispettivamente per Non-Football Injured e Non-Football Illness ed indicano le liste dove viene inserito un giocatore che ha un infortunio o una malattia non dipendente dal football americano. - (PUP) sta per Physically Unable to Perform ed indica la lista dove viene inserito un giocatore mentre è in attesa di recuperare la condizione fisica. Nella stagione regolare dopo la sesta partita giocata dalla propria squadra, il giocatore ha tempo tre settimane per riprendere ad allenarsi, più tre settimane aggiuntive dal suo rientro agli allenamenti per rientrare in prima squadra. |

## Calendario
| Stagione regolare |              |                        |           |        |                               |          |
| Turno             | Data         | Avversario             | Risultato | Record | Stadio                        | Pubblico |
| 1                 | 28 settembre | Chicago Bears          | S 20–34   | 0–1–0  | City Stadium                  | 32,150   |
| 2                 | 5 ottobre    | Detroit Lions          | P 13–13   | 0–1–1  | City Stadium                  | 32,053   |
| 3                 | 12 ottobre   | Baltimore Colts        | S 17–24   | 0–2–1  | Milwaukee County Stadium      | 24,553   |
| 4                 | 19 ottobre   | at Washington Redskins | S 21–37   | 0–3–1  | Griffith Stadium              | 25,228   |
| 5                 | 26 ottobre   | Philadelphia Eagles    | V 38–35   | 1–3–1  | City Stadium                  | 31,043   |
| 6                 | 2 novembre   | at Baltimore Colts     | S 0–56    | 1–4–1  | Memorial Stadium              | 51,333   |
| 7                 | 9 novembre   | at Chicago Bears       | S 10–24   | 1–5–1  | Wrigley Field                 | 48,424   |
| 8                 | 16 novembre  | Los Angeles Rams       | S 7–20    | 1–6–1  | City Stadium                  | 28,051   |
| 9                 | 23 novembre  | San Francisco 49ers    | S 12–33   | 1–7–1  | Milwaukee County Stadium      | 19,786   |
| 10                | 27 novembre  | at Detroit Lions       | S 14–24   | 1–8–1  | Briggs Stadium                | 50,971   |
| 11                | 7 dicembre   | at San Francisco 49ers | S 21–48   | 1–9–1  | Kezar Stadium                 | 50,793   |
| 12                | 14 dicembre  | at Los Angeles Rams    | S 20–34   | 1–10–1 | Los Angeles Memorial Coliseum | 54,634   |

Nota: gli avversari della propria conference sono in grassetto.

## Classifiche
| NFL Western Conference |   |    |   |      |       |     |     |     |
|                        | V | S  | P | %    | DIV   | PF  | PS  | STR |
| Baltimore Colts        | 9 | 3  | 0 | .750 | 8–2   | 381 | 203 | S2  |
| Los Angeles Rams       | 8 | 4  | 0 | .667 | 7–3   | 344 | 278 | V3  |
| Chicago Bears          | 8 | 4  | 0 | .667 | 7–3   | 298 | 230 | V2  |
| San Francisco 49ers    | 6 | 6  | 0 | .500 | 4–6   | 257 | 324 | V2  |
| Detroit Lions          | 4 | 7  | 1 | .364 | 3–6–1 | 261 | 276 | S2  |
| Green Bay Packers      | 1 | 10 | 1 | .091 | 0–9–1 | 193 | 382 | S7  |

Nota:  i pareggi non venivano conteggiati ai fini della classifica fino al 1972.